# Чињано (Пистоја)
Чињано је насеље у Италији у округу Пистоја, региону Тоскана.
Према процени из 2011. у насељу је живело 80 становника. Насеље се налази на надморској висини од 244 м.